# 诺朗丰特
诺朗丰特（法語：Norrent-Fontes，法語發音：[nɔʁɑ̃ fɔ̃t]）是法国上法蘭西大區加来海峡省的一个市镇，属于贝蒂讷区。

## 地理
诺朗丰特（50°35'16"N, 2°24'26"E）面积5.7 平方千米，位于法国上法蘭西大區加来海峡省，该省份为法国北部沿海省份，西北濒北海，南至索姆省，东临北部省。
与诺朗丰特接壤的市镇（或旧市镇、城区）包括：马赞盖姆、圣伊莱尔-科特、布雷克、阿图瓦地区阿姆、伊斯贝格、兰盖姆、雷利、龙布利。

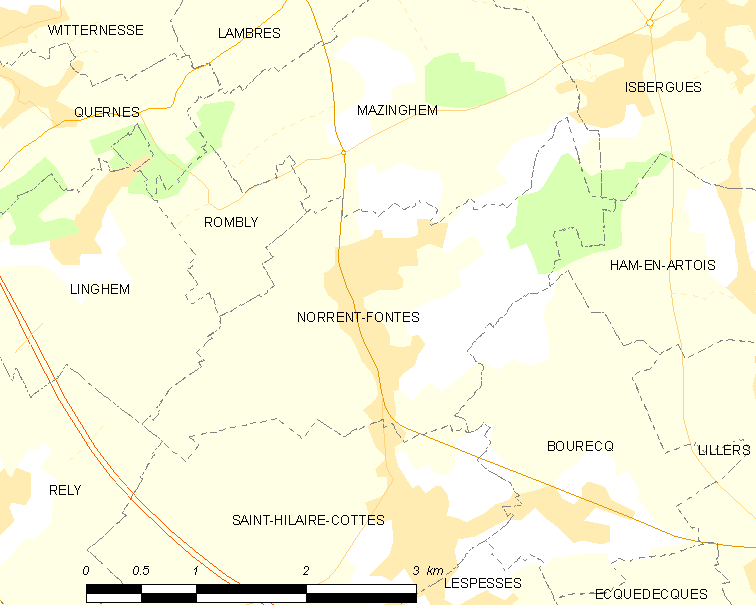
诺朗丰特的OSM定位图

诺朗丰特的时区为UTC+01:00、UTC+02:00（夏令时）。

## 行政
诺朗丰特的邮政编码为62120，INSEE市镇编码为62620。

## 政治
诺朗丰特所属的省级选区为利莱尔县。

## 人口

1962-2008年间诺朗丰特人口变化图示

诺朗丰特于2022年1月1日时的人口数量为1372人。